# Missioneres del Cor de Maria
Les Missioneres del Cor de Maria o Cordimarianes són una congregació religiosa de germanes, institut de perfecció femení fundat per Joaquim Masmitjà i de Puig en 1848, dedicada a l'assistència als necessitats i l'educació dels joves. Les germanes posposen al nom les sigles C.M.F.
No s'han de confondre amb les Missioneres Filles del Cor de Maria, fundades per Maria Güell i Puig en 1889, ni amb les Franciscanes Missioneres del Cor Immaculat de Maria, fundades per Costanza Troiani en 1859.

## Història
Joaquim Masmitjà i de Puig, prevere olotí desplegà una gran activitat docent; preocupat per l'abandonament de la fe cristiana que veia en la gent i per les pèssimes condicions de vida de moltes noies d'Olot que vivien pobrament, no anaven a l'escola i des de petites havien de treballar en les fàbriques tèxtils, va idear la fundació d'una congregació religiosa que es dediqués a l'educació d'aquestes nenes i noies. L'educació femenina era fonamental, tant la formació humana, intel·lectual i cristiana, ja que ella havia d'ésser després l'educadora de les generacions joves i influiria directament en tots els àmbits de la societat.
Escollí set joves d'Olot capaces de dur a terme aquesta tasca: Teresa Terrada, que en seria la superiora, Magdalena Mirambell, Manuela Massegur, Maria Ribes, Francesca Pagès, Margarida Teixidor i Maria Àngela Rovira, a més de la vídua Eudalda Ferrer, que les ajudaria. L'1 de juliol de 1848 va començar la tasca de catequesi i educació, considerant-se la data de fundació de la congregació de les Religioses Filles del Santíssim i Immaculat Cor de Maria, que després prendria el nom de Missioneres del Cor de Maria. Es dedicaven a l'oració i la catequesi i apostolat i, en poc temps, a l'ensenyament i l'educació cristiana.
Masmitjà no abandonà mai l'atenció a les religioses de la congregació; el fet d'ésser nomenat ecònom del bisbat de Girona li permeté donar a conèixer la congregació al bisbe Lorente, que li donà suport i aprovà l'institut. El successor del bisbe, Constantí Bonet i Zanuy, també li donà suport, i quan fou nomenat arquebisbe de Tarragona demanà a Masmitjà que obrís una casa de la congregació i un col·legi a Valls. En vida del fundador, la congregació va créixer i es va estendre a les diòcesis de Girona, Barcelona, Tarragona i Lleida, Aragó i també se n'obriren tres cases a Califòrnia (EUA) en 1871. Masmitjà dirigí espiritualment la congregació fins a morir en 1886, essent confessor de diverses comunitats i deixant preparades per a la impremta les constitucions, ja traduïdes al llatí per enviar-les a Roma i ésser aprovades.
Després vindrien en 1911 les fundacions de Pinar del Río (Cuba) i Matzalán i en 1913 la de San Miguel Allende (Mèxic) i Tucson (Arizona, EUA) en 1917. En 1923 les germanes continuen amb l'evangelització dels indis dels deserts americans i dels suburbis de ciutats de Cuba. En 1954 arriben a Xile i fan una tasca pastoral a les poblacions mineres.

## Activitats i difusió
Les Missioneres del Cor de Maria mantenen escoles i col·legis on ofereixen educació cristiana i catequesi. La majoria prenen el nom de Col·legi Cor de Maria o Maria Reina.
Actualment (2014) hi ha cases i col·legis a: Catalunya (deu, a Olot, la Bisbal d'Empordà, Girona, Mataró, Sant Feliu de Guíxols, Valls, Blanes, Barcelona (Col·legi Sabastida), Sant Celoni, i l'Hospitalet de Llobregat), Espanya (quatre, Zamora, Madrid, Valladolid i Montijo), Xile (tres cases: Pomaire, Andacollo i Santiago de Xile), França (Rivesaltes), Estats Units (Tucson i Miami), i Nicaragua.
Mentre que el 1973 eren 361 germanes en 39 cases, la situació ha anat empitjorant i en 2007 eren 234 en 29 cases.